# اندیس جاجرود
جاجرود یک اندیس مصالح ساختمانی است که در حوالی شهر فشم استان تهران قرار دارد و مادهٔ معدنی موجود در آن، سیلیس است.  